# Alex Zurdo
Alexis Vélez Alberio (Trujillo Alto, 10 de junio de 1983) conocido como Alex Zurdo, es un rapero puertorriqueño y compositor de música cristiana.
Tiene más de una decena de producciones musicales, y ha sido galardonado en los GMA Dove Award, Premios Arpa, y Premio Tu Música Urbano, habiendo sido nominado también a un Latin Grammy en 2019.
Ha sido el artista principal en varios conciertos y eventos alrededor de Latinoamérica, compartiendo escenarios y colaboraciones con Redimi2, Funky, Vico C, Marcos Witt, Christine D'Clario, Tercer Cielo, Danilo Montero, Marcos Vidal, Olga Tañón, Zion & Lennox, Marcos Witt,entre otros.
Sus canciones más populares son «Te busco», con más de 188 millones de reproducciones en YouTube, seguido de «Sin ti», «Nadie como tú», «Cuando yo te conocí», «Cierra la puerta», «No cuenten conmigo», «Mi GPS», «¿Dónde estás?», «El Semáforo», entre otros.

## Carrera musical

### Inicios
A los 11 años escribió sus primeras canciones de rap. A los 13 años tuvo su primer piano y aprendió a tocarlo él mismo. En los años siguientes, como "Zurdo" o a dúo con Rey Blasto, participó en varias producciones seculares de rap y reguetón como Reggae Bachata 2003 colaborando en «Nada de Nada» junto a Frank Reyes,  en The Noise de DJ Negro, en Reggaeton Wicked!, un álbum recopilatorio de reguetón que se distribuyó en Japón en 2005, Contra Todos de DJ Blaster, entre otros, participó en el álbum Rolexx: La Hora De La Venganza junto a Rey Blasto en el año 2003.
Luego en 2004 a la edad de 21 años, decide dejar la música secular y reafirmarse en el cristianismo. En ese mismo tiempo, dio inicio a su ministerio musical, incluyendo conferencias y seminarios.

### Primeros álbumes (2004-2009)
En 2004, lanzó su primera producción de música cristiana titulada Nada es mío, distribuida por Universal Music Latino. Después de su primer álbum, Alex lanzó de 2005 a 2009, un álbum por año, siendo éstos Con propósito, Se trata de ti, De Gloria en Gloria - La Trayectoria, Una y mil razones, y Así son las cosas, a su vez que siguió colaborando en producciones importantes del ámbito cristiano como Vivencias, La Verdad y Los Bravos de DJ Blaster, Los del momento de Maso, Vida nueva de Funky y DJ Pablo, Los Violentos de Manny Montes y Sandy NLB, El equipo invencible de Redimi2, A fuego con la Palabra de Dr. P y Sociedades Bíblicas, Linaje Escogido de All Star Records, Los Embajadores del Rey de Santito, Guerreros del Reino de Travy Joe, De Vuelta el Tonkka de Goyo, El que menos esperaban del Bima, Igual pero diferente de Triple Seven, El Album Eternity de Zion y Lennox y muchos más álbumes, además de la participación en la «Combinación Perfecta», la única canción que ha logrado reunir a los exponentes más relevantes de la música urbana cristiana como Funky, Manny Montes, Triple Seven, Maso, Redimi2, Quest y Dr. P en un solo tema.

### Mañana es hoy: mayor proyección (2012-2017)
Su séptima producción titulada Mañana es hoy tomó tres años. La producción musical estuvo a cargo del dúo de productores Marcos Ramírez y Víctor Torres (Los Tranz4Merz), Effect-O, DJ Cróniko y el propio Alex. Se promocionó con el sencillo «¿Dónde estás?» que habla de la importancia de la paternidad. Desde 2012, sus producciones se han estrenado cada dos años, dando comienzo a a las nominaciones y reconocimientos en diversas ceremonias como los Premios Arpa y AMCL. Este álbum es el primero de Alex Zurdo en llegar a las listas de Billboard, debutando en el número 9 en Latin Rhythm Albums, permaneciendo en el top 15 durante más de 20 semanas. Por esta producción discográfica, Alex ganó tres premios AMCL en 2012, en las categorías Álbum urbano del año, Canción urbana del año por «Mañana es hoy» e Intervención musical del año por «Si no hay amor» con Vanessa Vissepó.
De la A a la Z, se lanzó en 2014 y contó con la participación de Redimi2, Christine D'Clario, Nancy Amancio y Samuel Hernández. El álbum debutó en el número 4 en la lista de Billboard Latin Rhythm Albums. Este álbum ganó un premio AMCL en 2014 en la categoría Álbum urbano del año y Canción urbana del año por "No soy yo" con Redimi2, y también fue nominado en los Premios Arpa 2015 como "Mejor álbum urbano".
En la gira "De la A a la Z Tour", se grabó su primer álbum en vivo titulado AZ Live, lanzado en 2016. El concierto que se utilizó para la grabación del disco fue el de su presentación en su país natal, específicamente en el Coliseo de Puerto Rico José Miguel Agrelot. El álbum fue nominado en los premios Arpa 2017 en las categorías "Mejor álbum en vivo" y "Mejor álbum urbano".

### ¿Quién contra nosotros?: nominación a los Premios Grammy Latinos y GMA Dove (2018-2019)
En 2018, lanzó su disco ¿Quién contra nosotros?, que contó con la participación de Redimi2, Funky, Manny Montes, Marcos Witt, Melvin Ayala, entre otros. El sencillo «Sin ti» obtuvo el reconocimiento de "Canción del año en español" en los premios Dove, mientras que en 2019, fue nominado como Mejor Álbum Cristiano en español en los Premios Grammy Latinos, Premios Dove y Premios Arpa, siendo el ganador en estas dos últimas ceremonias como "Mejor Álbum Cristiano en Español", y "Mejor álbum urbano", respectivamente. Además, el sencillo «Mi GPS» apareció en la página oficial de Billboard como "artistas a quienes seguir".
Luego, lanzó M.E.M.E. en 2020, (acrónimo de "Menos Ego, Más Enfoque") donde el sencillo «Toca la guitarra, Viejo» dedicado a su padre, fue abordado por diversos medios debido al tema tocado, el Alzheimer. También estuvo nominado junto a Gabriel Rodríguez EMC a "Canción Cristiana Urbana" en Premios Tu Música Urbano 2020 por «Intentemos Algo (Remix)».

### UNO(2020-2021)
En febrero de 2021, lanzó un álbum llamado UNO junto a Funky y Redimi2, alcanzando el número 1 en iTunes.

### DTOXyCONXSIÓN(2021-2024)
En marzo de 2021, participó en "Al Taller del Maestro", un concierto benéfico en streaming a cargo de Álex Campos, donde también estuvo presente Evan Craft. En ese evento se presentó la remezcla de «Vivir el Cielo», interpretado por los tres artistas. Colaboró junto a Olga Tañón y Abraham Velázquez en la canción «Todo pasará», una canción de esperanza en medio de la pandemia mundial decretada en el año 2019. El sencillo logró posicionarse en la posición 15 de la lista Latin Pop Airplay de Billboard. Además, recibió una nominación como "Mejor vídeo cristiano" en los Videoclips Awards de República Dominicana. Al año siguiente, nuevamente con Abraham, interpretó el testimonio del evangelista puertorriqueño Brian Caro. Con Gerardo Mejía y Frankie J, participó en la canción «Eres bueno».
En 2022, lanzó su primer EP titulado DTOX. En la edición 2022 de los Premios Tu Música Urbano, fue reconocido como Top Artista Cristiano, además de estar nominado en la categoría Canción cristiana urbana nuevamente. Cerrando este año, su colaboración con Majo & Dan, «En lo alto gloria», apareció en exclusiva para Amazon Music Holyday songs.
En 2023, colaboró con Gocho en su regreso a la música para el sencillo «Hablaré». Recibió nuevamente nominaciones en los Premios Tu Música Urbano. Participó en la remezcla de "Danzando (Versión Urbana)" junto a Travy Joe, Harold Velázquez y la banda venezolana Montesanto.
En 2024, lanzaría su álbum CONXSION, aunado a una gira por diversos países de Latinoamérica. Colaboró en las primeras canciones de corte cristiano del cantante Nacho, tituladas "Amén" y "Alabaré", y también participó como invitado en el álbum La Novia de Christine D'Clario en el sencillo "Él viene otra vez".

### DUALjunto a Gabriel EMC (2024-actualidad)
Al finalizar el 2024, se unió al también rapero puertorriqueño Gabriel EMC, para lanzar un álbum en conjunto titulado DUAL, el cual gozó de gran aceptación en el público, y abordaje en plataformas como Billboard. La alianza se extendió en 2025, con diversos conciertos en Puerto Rico,  incluyendo el auditorio del Coca-Cola Music Hall.

## AZ Music
En 2007, Alex Zurdo fundó su propio sello discográfico, AZ Music, para el lanzamiento de su álbum De Gloria en Gloria - La Trayectoria y siguientes trabajos discográficos. En 2021, firmó al rapero, Christian Ponce.
En 2024, firmó al dúo Triple Seven.

## Vida personal
El 8 de abril de 2008 se casó con Denisse Contreras, hermana de la cantante Daliza Contreras, esposa del rapero dominicano Willy González, conocido como Redimi2.
El 8 de septiembre de 2011 nació su primer hijo, al que llamó Daniel Alexander. El 8 de mayo de 2014, Alex Zurdo se convirtió en padre por segunda vez, esta vez de una niña llamada Sophia Grace.

## Discografía
- 2004: Nada Es Mío
- 2005: Con Propósito
- 2006: Se Trata De Ti (con Jonny L)
- 2007: De Gloria en Gloria - La Trayectoria
- 2008: Una Y Mil Razones
- 2009: Así Son Las Cosas
- 2012: Mañana es hoy
- 2014: De la A a la Z
- 2016: AZ Live
- 2018: ¿Quién contra nosotros?
- 2020: Heaven Music Fest
- 2020: M.E.M.E.
- 2021: UNO (con Funky y Redimi2)
- 2022: DTOX
- 2022: UNO (Pistas Originales) (con Funky y Redimi2)
- 2023: CONXSIÓN
- 2024: DUAL (con Gabriel EMC)
- 2025: UNO (Live) (con Redimi2 y Funky)
- 2025: Mayday
- TBA: UNO 2 (con Funky, Redimi2 y Manny Montes)

## Premios y nominaciones

### Premios Grammy Latinos
| Año  | Categoría                  | Trabajo nominado        | Resultado |
| ---- | -------------------------- | ----------------------- | --------- |
| 2019 | Álbum cristiano en español | ¿Quién contra nosotros? | Nominado  |

### Premios Dove
| Año  | Categoría                  | Trabajo nominado              | Resultado |
| ---- | -------------------------- | ----------------------------- | --------- |
| 2018 | Canción del Año en Español | «Sin ti»                      | Ganador   |
| 2019 | Canción del Año en Español | «Mi GPS»                      | Nominado  |
| 2019 | Álbum cristiano en español | ¿Quién contra nosotros?       | Ganador   |
| 2021 | Álbum cristiano en español | UNO (junto a Redimi2 y Funky) | Nominado  |

### Premios Arpa
| Año  | Categoría                  | Trabajo nominado              | Resultado |
| ---- | -------------------------- | ----------------------------- | --------- |
| 2015 | Mejor álbum urbano         | De la A a la Z                | Nominado  |
| 2017 | Mejor álbum urbano         | AZ Live                       | Nominado  |
| 2017 | Mejor álbum en vivo        | AZ Live                       | Nominado  |
| 2019 | Mejor álbum urbano         | ¿Quién contra nosotros?       | Ganador   |
| 2021 | Mejor álbum urbano         | Uno (junto a Funky y Redimi2) | Ganadores |
| 2023 | Mejor álbum o track urbano | Guarda tu corazón             | Nominado  |

### Premios El Galardón Internacional
| Año  | Categoría                 | Trabajo nominado                                                         | Resultado |
| ---- | ------------------------- | ------------------------------------------------------------------------ | --------- |
| 2019 | Álbum Urbano              | ¿Quién contra nosotros?                                                  | Nominado  |
| 2019 | Cantante Urbano           | Él mismo                                                                 | Ganador   |
| 2019 | Video Musical del año     | «Ganas de vivir (Remix)» (con Kike Pavón y Manny Montes)                 | Nominado  |
| 2022 | Álbum urbano del año      | Uno (junto a Funky y Redimi2)                                            | Ganadores |
| 2022 | Cantante Urbano Masculino | Él mismo                                                                 | Nominado  |
| 2022 | Colaboración Urbana       | «Bye bye» (con Funky, Redimi2 y Oveja Cósmica)                           | Nominados |
| 2022 | Colaboración Urbana       | «A pesar de mí» (con Funky, Redimi2, Indiomar, Un Corazón y Abby Valdez) | Nominados |

### Premios Tu Música Urbano
| Año  | Categoría                          | Por                                                                                       | Resultado |
| ---- | ---------------------------------- | ----------------------------------------------------------------------------------------- | --------- |
| 2020 | Canción cristiana urbana           | «Intentemos algo (Remix)» (con Gabriel Rodríguez EMC)                                     | Nominados |
| 2022 | Top Artista Cristiano / Espiritual | Alex Zurdo                                                                                | Ganador   |
| 2022 | Top Canción Cristiana / Espiritual | «Mira lo que hizo Dios» (con Funky, Redimi2)                                              | Nominados |
| 2022 | Top Canción Cristiana / Espiritual | «A pesar de mí» (con Funky, Redimi2, Indiomar, Un Corazón y Abby Valdez)                  | Nominados |
| 2023 | Top Canción Cristiana / Espiritual | «100 x 35» (Redimi2 con Alex Zurdo, Gabriel EMC, Christian Ponce, Joeky Santana, Borrero) | Nominados |
| 2023 | Top Canción Cristiana / Espiritual | «A Ciegas RMX» (Indiomar & Musiko con Funky y Alex Zurdo)                                 | Nominados |
| 2023 | Top Artista Cristiano / Espiritual | Alex Zurdo                                                                                | Nominado  |

### Premios Praise Music
| Año  | Categoría                      | Por        | Resultado |
| ---- | ------------------------------ | ---------- | --------- |
| 2007 | Cantante Cristiano / Reggaeton | Alex Zurdo | Ganador   |
| 2009 | Cantante Cristiano / Reggaeton | Alex Zurdo | Ganador   |

## Créditos de producción y composición
| Año  | Título | Artista       | Álbum                              | Productor / Coproductor | Escritor / Coescritor | Notas                                                             |
| ---- | --- | ------------- | ---------------------------------- | ----------------------- | --------------------- | ----------------------------------------------------------------- |
| 2011 | «Te necesito» (con Christine D'Clario) «Solo tu» (con Ricardo Rodríguez)                                         | Funky         | Reset                              |                         | Sí                    |                                                                   |
| 2011 | «Pao Pao» (con Vico C) «7 en el micrófono PR» (con Alex Zurdo, Manny Montes, Maso, Goyo, Michael Pratts y Sugar) | Redimi2       | Exterminador Operación P.R.        | Sí                      | Sí                    | Coproducido con StereoPhonics y Jetson Coproducido con DJ Génesis |
| 2012 | «Pao Pao (Remix)» (con Vico C y Funky) «Es con Dios»                                                             | Redimi2       | Exterminador Operación P.R. 100X35 | Sí                      |                       | Coproducido con StereoPhonics y Jetson                            |
| 2012 | «E pa lante que vamos»                                                                                           | Redimi2       | Exterminador Operación R.D.        | Sí                      |                       | Coproducido con Ladkani Importz                                   |
| 2019 | «Hypo» | Funky         | Agua                               |                         | Sí                    |                                                                   |
| 2022 | «Junto a ti» | Funky         | Rojo                               |                         | Sí                    |                                                                   |
| 2022 | «Así me hizo» | Oveja Cósmica |                                    |                         | Sí                    |                                                                   |
| 2024 | «Nada de nada»                                                                                                   | Triple Seven  |                                    |                         | Sí                    |                                                                   |